# Elatostema glomeratum
Elatostema glomeratum är en nässelväxtart som beskrevs av Charles Budd Robinson. Elatostema glomeratum ingår i släktet Elatostema och familjen nässelväxter. Inga underarter finns listade i Catalogue of Life.